# Chinois écrit

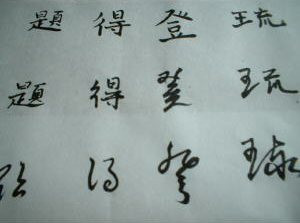
Différentes calligraphies chinoises.

La langue chinoise écrite (chinois simplifié : 中文 ; chinois traditionnel : 中文 ; pinyin : zhōngwén ; litt. « écrit (de l'Empire) du milieu ») est une langue apparue entre 1200 et 1050 av. J.-C. durant la dynastie Shang, essentiellement pour transcrire la langue chinoise orale.
Cinq mille caractères sont couramment employés, représentant chacun un élément du chinois. Certains mots utilisent deux caractères, rarement davantage. La langue écrite chinoise est généralement considérée comme un facteur unificateur dans l'histoire de la Chine, transcendant les différences entre les langues chinoises parlées. Depuis la dynastie Qin, une langue écrite standard (d'abord le chinois classique, puis depuis 1920 le baihua standard) permet la communication officielle et écrite, et la transcription des différentes langues chinoises orales.

## Principe de fonctionnement de la langue

« Langue chinoise » (simpl. : 汉语 / (trad. : 漢語; pinyin : hàn yǔ, littéralement langue des Hans), un des noms de la langue chinoise.

Contrairement aux mots écrits français, qui sont composés de lettres, les mots chinois écrits sont composés de caractères chinois ou sinogrammes. Contrairement à une idée généralement répandue, les caractères chinois ne représentent pas des mots ; ils représentent en fait des éléments, et une majorité de mots sont composés de deux caractères, alors que d'autres sont composés d'un seul, plus rarement de trois ou quatre. Ceci n'est pas spécifique au chinois. En français par exemple, un mot tel que « infaisable » comprend trois morphèmes, signifiant « non » (in-), « faire » (-fais-), et « possible » (-able). De la même façon, le chinois 做不完 (zuòbùwán) « infaisable » est composé de trois sinogrammes ou morphèmes signifiant respectivement « faire », « non », et « finir ».
Cela signifie aussi que tout mot composé contient sa propre étymologie, issue des caractères porteurs de signification qui le composent, contrairement notamment aux mots des langues occidentales, dont la graphie rend compte d'une prononciation qui finit souvent par oublier leur sens premier (ex : Lorient venant de L'Orient, Lille de L'île, Le Havre venant du mot français havre, qui signifie port, et venant du néerlandais havene, de même sens, que l'on retrouve dans Copenhague, le port des marchands). Pékin, en chinois putonghua 北京, prononcé de nos jours Běijīng, contient donc les caractères 北 (nord) et 京 (capitale) et signifie donc littéralement « capitale du nord ». Nankin (南京), quant à elle, est la « capitale du sud ».

### Contexte et signification
Pour comprendre le fonctionnement de la langue chinoise et comment le sens des sinogrammes varie selon le contexte, considérons le caractère 中 (zhōng = milieu). 中文 (zhōngwén = milieu + écrits) est l'un des mots désignant la « langue chinoise ». 中 est associé à la Chine en ce contexte, car le mot 中國 (zhōngguó = milieu + royaume, chinois simplifié 中国) est le mot désignant la Chine. Il signifie littéralement empire ou royaume du milieu. Le 中心 (zhōngxīn = milieu + cœur) désigne le « centre » (par exemple un centre de santé). 中美 (zhōngměi) signifie « Sino-Américain », mais 中美洲 (zhōngměizhōu) signifie « Amérique centrale ». Lorsque 中 est placé à la fin d'une phrase subordonnée, il peut signifier « pendant » ou « au cours de », comme dans 中断 (zhōngduàn) « interrompre » ou 中毒 (zhōngdú) « être empoisonné ». Si la signification générale du sinogramme 中 en ses différentes utilisations est donc bien « milieu » ou « central », l'interprétation précise du caractère dépend bien du contexte dans lequel il est utilisé.
Les mots chinois courants sont d'un usage particulièrement flexible. Par exemple, 可 (kě) qui seul a la signification passive « capable d'être » ou « pouvant être », est utilisé dans 可吃 (kěchī) « comestible » (littéralement « pouvant être mangé », mais avec 以 (yǐ) signifie « être capable de », comme dans 可以走 (kěyǐzǒu) « capable de marcher ».
En de nombreux cas, les caractères chinois abandonnent leur signification car ils sont utilisés pour composer un nom. 布什 (bùshí) signifie « (George) Bush » et n'a pas de rapport particulier avec 布 (bù) « vêtement » autre que la valeur phonétique. Il est cependant habituel que l'on essaie de garder une valeur symbolique en plus de la valeur sémantique dans le choix des caractères, par exemple en 迷你裙 (mínǐqún), « minijupe », qui signifie littéralement « fascine-toi-jupe » ou « jupe qui te fascine ».
Certains caractères chinois peuvent représenter plus d'un morphème. Ce n'est pas typique du chinois : en français par exemple, « or » est un métal, mais est aussi une conjonction de coordination. Lorsqu'un sinogramme, 行 par exemple, représente plusieurs morphèmes, il est généralement prononcé de façon différente selon les usages. Pour ce caractère, il est prononcé xíng lorsqu'il signifie « acceptable » ou « marcher », mais il est prononcé háng lorsqu'il signifie « profession » ou « ligne ». Ce n'est cependant pas toujours le cas : la particule 了 (le) par exemple, représente deux morphèmes, soit un changement d'état ou la fin d'une action, et est prononcé de la même façon dans les deux cas. Sa position dans la phrase permet de différencier sa fonction grammaticale précise.

### Composants et clé
De la même façon que de nombreux mots sont composés de plusieurs caractères, la plupart des caractères sont composés de plusieurs éléments. Il y a là une dimension supplémentaire que n'ont pas les caractères alphabétiques. Historiquement, le langage oral se développe généralement le premier, et le langage écrit suit pour transcrire le langage oral. Les caractères chinois sont généralement considérés comme ayant été formés à partir de six principes de base. Deux principes se réfèrent à des caractères composés d'un seul élément, qui est donc le caractère lui-même. Ces caractères peuvent tout d'abord représenter l'objet qu'ils évoquent – 像形, xiàngxíng, « apparence de la forme » – ou représenter un concept abstrait figuré – 指事, zhǐshì, « indication d'un objet ». Un exemple de xiàngxíng (像形) est 手, shǒu, « main », qui représentait originellement une main et ses cinq doigts ; des exemples de zhǐshì (指事) sont 上, shàng, « haut » et 下, xià, « bas ».

Ordre d'écriture du caractère 好

Deux autres principes guident des méthodes de combinaison d'éléments pour former de nouveaux caractères. Le 會意, huìyì, « association de significations », se réfère à des caractères. Le sens de deux ou plusieurs racines a été pris pour créer un nouveau caractère utilisant ces racines, en lui associant dès lors une signification combinée. Les mots composés en français utilisent souvent ce procédé (ex : chien-loup). Un exemple chinois est 好, hǎo, qui combine les éléments « femme » et « enfant ».
Cependant, la langue chinoise était trop riche pour que ses caractères puissent être produits du seul 會意. Heureusement, le rébus était culturellement développé. Selon cette conception, un caractère était essentiellement composé de deux parties : l'une était la clé donnant une indication quant à la catégorie sémantique, l'autre était une composante phonétique (qui peut généralement être à elle seule un caractère signifiant), utilisée pour sa prononciation. Ce principe de formation de caractère, appelé en chinois : 形聲 ; pinyin : xíngshēng ; litt. « forme-son » – fut extrêmement productive : selon certains observateurs, environ 90 % des caractères chinois ont été ainsi formés. Le tracé exact du caractère dépend du contexte dans lequel celui-ci a été formé, et peut être dès lors difficile à retrouver, mais les caractères ainsi formés peuvent généralement être identifiés sans en connaître les détails. Un exemple est 清, qīng, « clair », qui est composé d'une racine signifiant « eau » et d'une racine (un autre caractère, 青) également prononcé qīng.
Les deux derniers principes expliquent comment d'anciens caractères peuvent endosser de nouvelles significations. Ces principes ne produisent pas de nouveaux caractères. L'un est le 轉注, zhuǎnzhù, « transfert vers », qui concerne des caractères dont le sens originel a été étendu, généralement de façon métaphorique, à une signification nouvelle et souvent plus générale. Le dernier principe est le 假借, jiǎjiè, « emprunt erroné » : dans ce cas, un caractère avec un sens fermement établi est « emprunté » pour assumer une autre signification sans rapport pour laquelle il n'existait pas de caractère.

### Retrouver un mot
Comme l'écriture chinoise n'est pas alphabétique, créer un dictionnaire de langue chinoise est une tâche difficile pour un lexicographe. Les caractères ne sont pas regroupés par forme de référence comme le sont les formes lexicales dans les dictionnaires de langue à écriture alphabétique. Dans les principaux dictionnaires, chaque caractère comporte un élément identifié comme « clé ». Il existe une liste des 214 clés sémantiques, classées par « traits », qui servent à classer tous les caractères. Certains caractères comprennent plus d'une clé, mais même en ce cas, il existe une clé désigné comme « la » clé de référence pour retrouver ce caractère dans un dictionnaire.

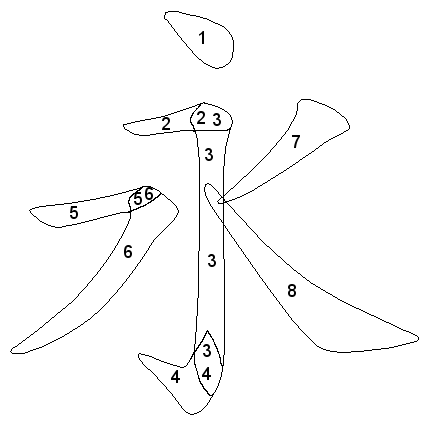
Les 8 traits fondamentaux, que l'on retrouve dans le caractère Yǒng / 永

En principe, retrouver un caractère dans un dictionnaire se fait en deux étapes simples. En premier, identifier la clé du caractère que l'on recherche, par exemple 好. Dans ce cas, la clé, comme pour de nombreux caractères composé d'une partie gauche et d'une partie droite distinctes, est la partie gauche. Cette clé peut être retrouvée parmi les 214 clés standard, rangé en ordre croissant du nombre de traits. Dans ce cas, le radical est composé de trois traits. Ensuite, les caractères sont classés par le nombre croissant de traits dans la partie « non-clé » du caractère ; soit en ce cas 子, zi, « enfant », qui comporte également trois traits. Il n'y a que quelques caractères utilisant la clé 女 qui ont trois traits additionnels, ce qui rend le caractère 好 facile à trouver.
En pratique, retrouver un caractère n'est pas si simple, ceci dû à diverses considérations. L'une est qu'il n'est pas toujours facile de retrouver la clé principale. Elle se trouve parfois au sommet du caractère, en bas, à gauche ou même au sein d'un autre élément. Typiquement, c'est une clé qui représente la catégorie sémantique du caractère. Une autre difficulté est qu'un certain nombre de clés ont une forme variable selon le contexte, ce qui complexifie l'identification de ce radical. Le comptage des traits est également une source d'erreurs : certains caractères (lorsqu'ils ne sont pas simplifiés par l'utilisateur) comprennent jusqu'à plus de 30 traits, et il peut s'avérer difficile de compter quels traits devraient être séparés alors qu'ils ne le sont pas nécessairement en pratique cursive.  Certains radicaux (ex : une ligne simple horizontale) sont par ailleurs des composants de radicaux plus complexes.

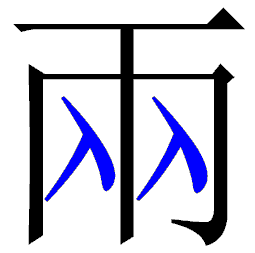
Radicaux au sein du caractère « liang »

À partir du XXe siècle, de nombreux alphabets phonétiques furent développés pour les différentes langues chinoises. Pour les plus populaires d'entre elles, le mandarin, le pīnyīn (la transcription utilisée dans cet article) et le zhùyīn fúhào, sont les plus utilisés. Les dictionnaires modernes, et notamment les dictionnaires de traduction, incluent un appendice dans lequel tous les caractères sont ordonnés selon un ordre lexicographique pour cette orthographe. Cela simplifie la tâche de retrouver les caractères, mais uniquement si l'on connaît l'une des prononciations du caractère. Sinon, il convient de suivre le processus normal de recherche en utilisant la méthode des radicaux.
Reconnaissant qu'identifier les radicaux a quelque chose d'arbitraire, certains lexicographes ont envisagé de nouvelles catégorisations pour les dictionnaires chinois. Peu d'entre elles sont actuellement publiées, bien que la méthode des quatre coins, dans laquelle les caractères sont ordonnés selon le type de traits, a quelques adhérents enthousiastes.

## Standards du chinois écrit
Les écrits en chinois peuvent être distingués selon les grandes classifications suivantes :
- Gǔwén (古文, chinois classique)
- Wényánwén (文言文, Chinois littéraire)
- Báihuàwén (白话文, Chinois écrit vernaculaire)
- Poésie chinoise et autres littérature à contraintes chinoises

À l'époque de la dynastie Yuan (une dynastie mongole), les langues de communications écrites et orales utilisées par les officiels ont subi diverses modifications sous l'influence de la langue mongole. Celle-ci est généralement appelée langue Han'er.
Les relations entre les langues chinoises parlées et écrites sont complexes. Cette complexité est renforcée par le fait que les langues parlées ont connu une importante variation au cours de siècles d'évolution depuis au moins la fin de la dynastie Hàn. La langue écrite a par contre subi moins de changements.
Jusqu'au début du XXe siècle, la plupart des écrits formels chinois étaient rédigés en wényán, généralement traduit en Chinois classique ou Chinois littéraire, qui était fort différent des différentes langues chinoises parlées, de la même façon que le latin classique est très différent des langues romanes modernes. Les caractères, dont les concepts ou idées étaient les plus proches d'autres manipulés à l'oral étaient cependant utilisés pour écrire des œuvres et nouvelles en une langue écrite populaire retranscrivant la langue parlée.
À partir du Mouvement du 4 mai 1919, la référence standard pour la langue chinoise écrite fut le báihuà, ou chinois vernaculaire qui, bien que n'étant pas complètement identique en grammaire et en vocabulaire au mandarin standard, fut basé en grande partie sur les dialectes du mandarin moderne. L'expression chinois écrit standard se référait donc dorénavant au baihua. Bien que peu de nouveaux écrits soient produits en chinois classique, il est toujours enseigné dans les écoles secondaires, et sa connaissance fait partie des compétences examinées lors de l'admission aux études supérieures. Le chinois classique est parfois aussi inséré dans des travaux modernes pour leur donner un formalisme ou un caractère désuet spécifique.
L'écriture chinoise fut aussi utilisée comme base pour d'autres écritures d'Asie de l'Est, notamment le khitan et le jurchen, les kanjis japonais, le chữ nho au Viêt Nam et le nüshu, une écriture apparue au XVe siècle, utilisée exclusivement par les femmes au Hunan.

### Une compréhension de la langue écrite transcendant la langue orale

Carte des différentes langues chinoises parlées

Les caractères chinois sont des morphèmes logosyllabiques indépendants des changements phonétiques. Par exemple, le nombre « un » est prononcé « yī » en putonghua (mandarin standard), « yat » en cantonais et « tsit » en hokkien, cette prononciation dérivant d'un mot ancien dont l'écriture et la prononciation coïncidaient : 一. De plus, les écritures des différents dialectes ou langues ne sont pas toujours strictement identiques. Le vocabulaire a aussi divergé en certains cas ; si celui-ci a généralement été bien conservé (notamment via l'usage du chinois classique), également pour son écriture, les termes populaires varient plus largement. Il existe dès lors des caractères dialectaux, qui peuvent ne pas être compris en d'autres dialectes, ou être des caractères anciens utilisés en des usages nouveaux qui sont pas compris en baihua, le chinois écrit standard moderne.
L'interaction complexe entre la langue chinoise écrite et les langues parlées peut être illustrée par le cas du cantonais. À Hong Kong, les locuteurs cantonais apprennent tous à l'école le chinois écrit standard, dont le vocabulaire et la grammaire sont basés sur ceux du putonghua, qui n'est généralement pas parlé à Hong Kong. Comme chaque caractère de chinois standard a une prononciation spécifiquement cantonaise, le chinois standard écrit peut aussi être lu en utilisant la prononciation cantonaise, mais cela donne quelque chose de relativement éloigné du cantonais habituellement parlé, de par le vocabulaire choisi et certains traits de grammaire. Pour les locuteurs cantonais de la province du Guangdong, où la plupart des gens s'expriment en chinois putonghua, la différence entre la langue écrite et la langue parlée est sensiblement moins prononcée.
Dans la communication écrite, les locuteurs cantonais, qu'ils parlent ou non le putonghua, vont généralement écrire en chinois écrit standard. Un lettré sera capable de « lire en prononçant » sans grande difficulté. Cependant, la langue cantonaise orale varie sensiblement par son vocabulaire et sa grammaire, et peut se révéler difficilement compréhensible à l'écrit pour qui ne parle pas le cantonais. Le chinois standard écrit est donc une langue utilisée dans un registre différent par les cantonais ne parlant pas le chinois putonghua, car ils n'écrivent généralement pas de la façon dont ils parlent. À Hong Kong, le chinois écrit standard, lorsqu'il est lu, l'est généralement avec la prononciation cantonaise (en remplaçant souvent quelques mots par du vocabulaire typiquement cantonais), et sert d'acrolecte (style formel et standardisé) dans les moyens de communication et d'autres contextes formels.
Le cantonais écrit standard existe cependant, et le cantonais est la seule langue sinitique du Sud à avoir eu une transcription écrite standard propre largement diffusée. Cela est dû au fait que Hong Kong (et Macao dans une moindre mesure), un territoire important et spécifiquement cantonais pour ce qui est de son expression orale, fut soustrait du contrôle chinois pendant plus d'un siècle, au profit du Royaume-Uni, n'étant retourné à la république populaire de Chine qu'en 1997. La situation contraste largement avec celle d'autres langues sinitiques, qui n'ont pas eu l'occasion de développer et d'utiliser une langue écrite propre autre que le chinois classique puis le baihua. Le cantonais écrit standard peut prétendre à une audience relativement large, étant utilisé par divers journaux, magazines online et autres chats. Le baihua reste cependant généralement plus utilisé dans les communications plus formelles.
Comme pour d'autres aspects des langues sinitiques, le contraste entre les différentes langues écrites n'est pas très formalisé, et il existe une large marge de tolérance entre les différents standards de chinois écrit. Par exemple, si l'on écrit une lettre d'amour non formelle, on utilisera généralement le báihuà. Pour des articles de presse écrite, le registre est différent et commence à inclure des aspects du wényán (chinois classique). Dans les documents officiels, le wényán peut prendre une place importante. La langue écrite utilisée pour ces différents documents peut être différente, mais il y a différents registres acceptés en un continuum ; pour prendre un exemple francophone, le français écrit va du français utilisé en SMS aux textes formels et officiels utilisant parfois des mots ou citations latines (le chinois classique a une place équivalente à celle du latin en Europe dans les siècles passés), en passant par les écrits proches de la conversation courante ou les articles de journaux. Le wényán utilisé seul est devenu extrêmement rare.

## Caractères chinois (1)
Article principal : Caractère chinois

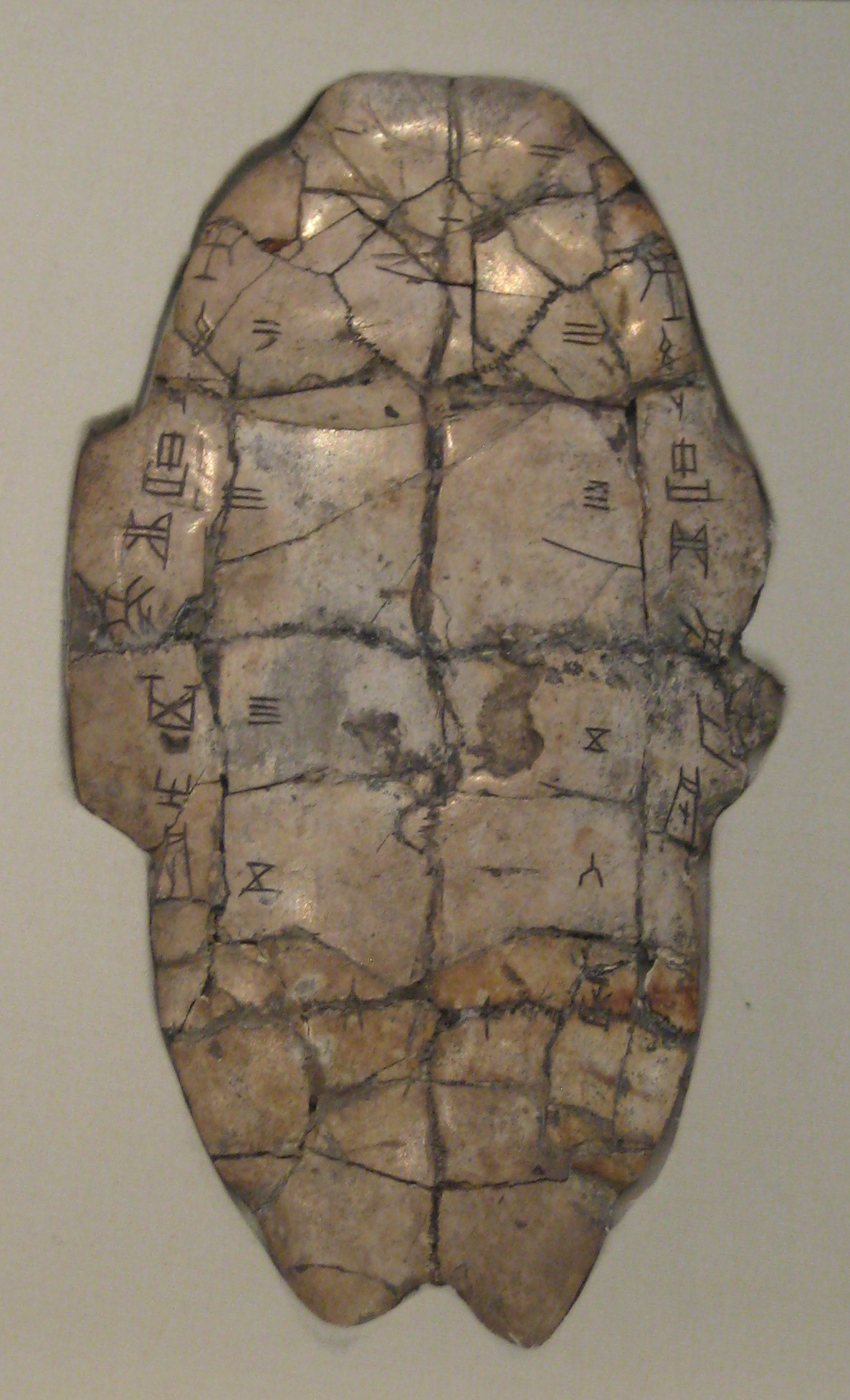
Écriture ancienne sur écaille de tortue

Écriture du caractère [jiǔ] (« 9 »)

Le chinois emploie actuellement les caractères Hàn (漢字/汉字 pinyin hànzì), qui sont dénommés d'après la culture Hàn à laquelle ils sont essentiellement attribués. De nombreux caractères chinois apparaissent avoir été inspirés d'objets réels. Les premiers exemples de caractères chinois identifiés proviennent d'os d'oracles datant de la dynastie Shāng, qui sont des os d'animaux utilisés en osteomancie (divination par les os). Les os utilisés furent à part de rares exceptions, des scapulas de bœuf (dont dérive le terme scapulimancie), et des plastrons de tortues (écailles inférieures, donnant le terme plastromancie). De ces écailles et os dérive le terme chinois moderne pour désigner ces premières écritures chinoise : 甲骨文 jiǎgǔwén (littéralement « écailles-os-script », voir écriture ossécaille).
Au cours des dynasties Zhōu et Hàn, les caractères devinrent de plus en plus stylisés. Des symboles abstraits, tels ceux indiquant le haut et le bas, combinant des caractères avec des éléments phonétiques, ont été développés très tôt ; on en retrouve dès les premières écritures sur os ou écailles. Par exemple, 人 rén, signifiant « personne », tiré d'un pictogramme (en chinois 象形字, xiàngxíngzì, littéralement « comme-forme-mots ») d'un homme; le concept de « confiance » est représenté par 信, une combinaison de « homme » et « parole/mot » ; et 九, le pictogramme d'une main et d'un bras plié au niveau du coude, représentant dès lors zhǒuou / « coude », a été utilisé pour jiǔ / « neuf », qui avait une prononciation proche. De même, des composants supplémentaires ont été ajoutés, ce pourquoi nombre de caractères comprennent un élément qui donne une indication de base sur la prononciation, ou au moins sur la prononciation passée, (l'élément « phonétique »), et un autre élément (l'élément « sémantique ») donnant une indication concernant le sens général du caractère. Tel 形聲字 xíngshēngzì, littéralement « forme-son-mots », dont les caractères sont picto-phonétiques, phono-sémantiques, composés phonétiques, etc. Dans les langues chinoises modernes, la plupart des caractères sont dès lors phono-sémantiques plutôt que logographiques. Un exemple de ceci est le caractère du mot 按 àn, qui signifie « appuyer ». Il comprend 安 ān (paix), qui est utilisé comme un composant phonétique, et 手 shǒu (main), qui donne une indication sur l'action réalisée comme l'étant en utilisant une main.
Un certain nombre de caractères sont réputés dériver l'un de l'autre. Des dictionnaires classiques contiennent dès lors des références circulaires et contenant les mêmes radicaux pour une même signification. Cependant, de nouvelles significations ont été injectées en ces mots redondant par l'usage populaire. Certains mots ont aussi été « empruntés » (par exemple, de nouvelles significations leur furent attribuées) car ils présentaient des ressemblances phonétiques avec un concept qui ne disposait pas précédemment d'un caractère.
De très nombreux styles de calligraphie chinoise furent développés au cours des siècles, tels l'écriture des sceaux (篆書, sceau-écriture), l'écriture cursive (草書), l'écriture des clercs (隸書) et l'écriture régulière (楷書, soit kǎishū ou écriture standard).
Au Japon et en Corée, les caractères Hàn furent adoptés et intégrés à la langue nationale, où ils sont connus respectivement connus sous le nom de Kanji et de Hanja, qui sont les lectures respectivement sino-japonaise et sino-coréenne de 漢字 « hàn zì »). Le Japon utilise toujours les Kanji en tant que composante de son système d'écriture, alors que la Corée a considérablement diminué son utilisation des Hanja ; ils furent abolis en Corée du Nord dans les années 1950, mais furent « ressuscités » dans les années 1960, les caractères se révélant indispensables à une continuité culturelle. La Corée du Sud a interdit les Hanja dans les documents courants ; ils sont néanmoins employés, en principe entre parenthèses après l'écriture en alphabet coréen, dans les ouvrages universitaires, dans les sphères médicales et dans certains lexiques spécialisés.
Pour ce qui relève de l'informatisation et de l'internationalisation, CJK est un terme utilisé pour désigner les caractères chinois utilisés en chinois, en japonais, et en coréen, et le plus rare CJKV désigne en plus les caractères chinois utilisé en vietnamien, tous étant des langages codés sur un double-octet, leur « alphabet » comprenant plus de 256 caractères. Encoder des caractères chinois requiert des techniques spécifiques tant pour l'encodage dans l'interface informatique que pour la formation des caractères eux-mêmes, les claviers standards 100+ ne permettant pas d'encoder ces caractères par une seule touche.
Le système d'écriture chinois est essentiellement logographique, par exemple, chaque caractère exprime une partie monosyllabique d'un mot, également nommée morphème. Le fait que 90 % des mots chinois soient monosyllabiques est une facilité. La plupart des mots modernes sont cependant pluri-syllabiques et pluri-graphiques. Chaque mot pluri-syllabique a un sinogramme pour chaque syllabe. La plupart des caractères Han ont une forme basée sur leur prononciation (parfois passée) et leur signification combinées, plus que leur prononciation ou leur signification seule.

### Caractères traditionnels et simplifiés
Il existe actuellement deux standards pour les caractères chinois. L'un est le système traditionnel (整體字 zhěngtǐzì c'est-à-dire « caractère entier » ou encore 繁體字 fántǐzì c'est-à-dire « caractère compliqué » selon une appellation voulue péjorative par la RPC), utilisé à Taïwan, Hong Kong et Macao. La république populaire de Chine et Singapour utilisent les caractères chinois simplifiés (简体字 jiǎntǐzì) développés par le gouvernement de la RPC dans les années 1950 et finalisés dans la liste de 1964. De nombreuses versions simplifiées sont issues de simplifications historiques, parfois via la forme calligraphique et la forme cursive, d'autres par le remplacement d'une partie complexe d'un caractère par un élément phonétique. À Taïwan, certains caractères simplifiés sont utilisés lors d'un texte écrit à la main, mais habituellement écrits en leur forme traditionnelle à l'impression. De plus, certains Chinois utilisent des simplifications personnelles ou locales.
Le processus de simplification ne se réduit pas à celui mis en place par la république de Chine. Pour permettre notamment l'informatisation, les autorités de Taïwan ont essayé de « standardiser » un certain nombre de caractères pour éliminer des variations inutiles. Le résultat en est que certains caractères traditionnels ont été ramenés à un seul lors de la simplification, alors que d'autres ont été simplifiés pour permettre leur génération pour l'encodage informatique. Cependant, ces simplifications restent mineures par rapport à celles effectuées en république populaire de Chine.

### Direction de l'écriture
De par leur forme s'inscrivant dans un carré, leur nature morphologiquement invariable et leur signification qui reste incorporée en toutes circonstances, les caractères chinois sont généralement écrits sans espace entre les mots qu'ils forment éventuellement, et peuvent être écrits indifféremment horizontalement ou verticalement, et dans les différentes directions (article détaillé en anglais : Horizontal and vertical writing in East Asian scripts).
Traditionnellement cependant, l'écriture chinoise était écrite verticalement, et devait être lue de haut en bas, les colonnes se succédant de droite à gauche. Les panneaux indicateurs horizontaux ne comprenaient généralement qu'une ligne devant être lue de droite à gauche. Dans les années 1950 et années 1960, les sous-titres au cinéma et à la télévision devaient notamment toujours être lus de droite à gauche.
Après les modernisations imposées par le gouvernement de la république populaire de Chine, l'écriture de gauche à droite à l'instar des langues européennes devint la pratique habituelle. À Taïwan et Hong Kong, une évolution similaire apparut à la suite des relations grandissantes avec l'Occident, en particulier avec les États-Unis et à la suite du développement des technologies. Singapour pour sa part, fut influencé par les deux mouvements, la proximité de la RPC et sa société pro-anglophone. Malgré la montée en puissance de l'écriture horizontale de gauche à droite (en accord avec l'apparition des chiffres arabo-indiens), et les acronymes et marques en caractères latins, l'écriture verticale de droite à gauche garde une certaine importance à Taïwan et Hong Kong, ce dû à l'absence de toute prescription de la part des gouvernements respectifs en la matière.
L'écriture verticale devrait diminuer d'autant plus rapidement que le format HTML de publication sur Internet ne propose actuellement pas de solution adaptée pour publier un texte vertical. Outre le chinois, les langues verticalement écrites sont désormais rares (notamment l'écriture traditionnelle mongole, utilisée par le mongol ou le mandchou).

### Caractères chinois
La langue chinoise utilise généralement les caractères chinois ou sinogrammes (漢字/汉字 pinyin: hànzì), qui sont des logogrammes: chaque caractère représente un sememe ou morphème (une unité de langage signifiante), ainsi qu'une syllabe ; le langage écrit peut dès lors être qualifié d'écriture morphémo-syllabique.
Ils ne sont pas simplement des pictogrammes (image de la signification), mais sont hautement stylisés et comportent souvent une signification abstraite. Seuls quelques caractères ont une origine pictographique. En 100 avant notre ère, l'école Xǚ Shèn de la dynastie Han classa les caractères en 6 catégories : ils estimèrent que seuls 4 % avaient une origine pictographique, et que 82 % comportaient et un élément sémantique se référant à la signification et un élément phonétique indiquant la prononciation.
Les caractères chinois modernes sont basés sur l'écriture standard (楷书 / 楷書, kǎishū) (voir ci-dessous). Il existe actuellement deux standards de caractères chinois. L'un sont les sinogrammes traditionnels, toujours utilisés à Hong Kong, Taïwan, et Macao. L'autre sont les sinogrammes simplifiés introduits dans les années 1950 par le gouvernement de la république populaire de Chine, et finalisés en 1986. Les sinogrammes simplifiés utilisent généralement moins de traits pour certains composants des sinogrammes et a supprimé un certain nombre de caractères synonymes. Singapour, dont la communauté chinoise est la première du pays, est le premier et le seul état à avoir aussi reconnu et adopté les sinogrammes simplifiés.
Des styles de calligraphie sont utilisés en chinois, tels l'écriture des sceaux (篆书 / 篆書, zhuànshū), l'écriture cursive (草书 / 草書, cǎoshū), l'écriture des clercs (隶书 / 隸書, lìshū), et l'écriture standard (楷书 / 楷書, kǎishū, parfois appelée écriture régulière). Les calligraphes peuvent écrire en caractères simplifiés ou traditionnels, mais utilisent généralement les caractères traditionnels pour l'art traditionnel.
Comme pour l'alphabet latin, de très nombreuses polices existent pour les caractères chinois, et certaines des plus courantes font référence à un calligraphe ou à une école de calligraphie.
Il n'existe pas de traces concrètes de l'origine des caractères chinois. La légende dit que Cāng Jié, un bureaucrate du légendaire empereur de Chine Huángdì, environ -2600, inventa les caractères chinois. Quelques symboles se retrouvent sur des poteries néolithiques en Chine, mais leur valeur en tant qu'ancêtre de l'actuelle écriture chinoise reste fort débattue (voir aussi proto-écriture). Les premières évidences archéologiques, essentiellement les os d'oracles trouvés au XIXe et XXe siècle, ne permettent de dater les débuts de l'écriture chinoise de la dynastie Shāng, soit environ du XIe au XIe siècle avant notre ère, mais cela implique une période précédente de développement de cette écriture.
La majorité des os d'oracle furent trouvés dans les ruines de Yin, datant de la fin de la dynastie Shāng, bien que quelques-uns datent de la dynastie Zhou. Le tracé des caractères a peu changé pendant 200 à 300 ans, et la datation précise est généralement estimée par le contenu des textes trouvés, notamment par le nom des oracles qui figurent sur ces inscriptions.
Contemporains avec les périodes Shāng tardive et Zhōu occidentale existent un certain nombre d'inscriptions de l'âge du bronze. Depuis un siècle, de nombreux textes et écritures de l'âge du bronze ont été trouvés en Chine, consacrés aux aristocrates Zhōu, comprenant diverses similarités mais aussi des innovations par rapport aux caractères d'oracle. Au cours de la période entre les os d'oracle et les livres de bambou, celle des Royaumes combattants, les inscriptions sur bronze sont les plus nombreuses retrouvées. Ceci bien qu'il soit difficile au cours de telles périodes indéterminées d'être sûr de la nature de la principale diffusion de l'écriture chinoise.

## Romanisation
La romanisation est un procédé de transcription par lequel une langue est transcrite avec l'alphabet latin. Il existe de nombreux systèmes de romanisation des langues chinoises, notamment à cause des interactions complexes entre la Chine et l'Occident, ainsi qu'à cause de l'absence de transcription phonétique des langues chinoises jusque récemment. Les premières transcriptions latines du chinois sont dues aux missionnaires chrétiens occidentaux du XVIe siècle, mais peuvent en fait provenir de transcriptions plus anciennes.

### Mandarin
Le système de romanisation pour le chinois (mandarin standard) le plus utilisé est actuellement le hanyu pinyin 漢語拼音/汉语拼音, souvent simplement appelé pinyin. Le pinyin est le système de romanisation du mandarin développé et adopté par la république populaire de Chine depuis les années 1950, également adopté par Singapour. Le pinyin est également la romanisation la plus populaire dans les écoles et universités d'Europe et des États-Unis d'Amérique (voir notamment Joël Bellassen).
Parmi les autres systèmes de romanisation du mandarin les plus populaires, on peut citer la Romanisation de l'EFEO, utilisé autrefois dans les universités de langue française ou encore le Wade-Giles, utilisé dans les universités de langue anglaise. Le Wade-Giles se retrouve encore régulièrement dans les universités américaines. Taïwan qui utilise davantage le zhuyin (représentation graphique de la prononciation), utilisait autrefois le tōngyòng pinyin 通用拼音/通用拼音). La ville de Taipei utilise désormais officiellement le hanyu pinyin, et le reste de l'île utilise officiellement le tōngyòng pinyin.

### Cantonais
Le cantonais connaît également plusieurs méthodes de romanisation. La plus populaire aujourd'hui est le jyutping, mais il existe également la méthode de l'université de Yale

### Wu
Voir (en anglais) en:wikt:About_Chinese/Wu
Les langues Wu utilisée dans le Jiangnan (province du Jiangsu) et province du Zhejiang. On le retrouve par exemple à Hangzhou, Nankin, Shanghai, Suzhou ou encore Wenzhou ont également leur système de romanisation, plus rarement utilisé. Le plus connu est probablement celui de Shanghaï, en tant que capitale économique et ville la plus peuplée du pays et un des plus anciens ports d'échange avec les pays contrôlés par les Européens à proximité (Russie, Amériques).
- Romanisation Qian, créé par Qian Nairong
- tongyong wuyu pinyin (en chinois 通用吴语拼音, tōngyòng wúyǔ pīnyīn, également parfois abrégé en anglais par WT romanisation), qui regroupe les différents dialectes du Wu.

### Table d'équivalence
Ci-dessous quelques exemples en hanyu pinyin et Wade-Giles, pour comparaison :
| Sinogrammes   | Hanyu Pinyin | Wade-Giles           | Signification                                       |
| ------------- | ------------ | -------------------- | --------------------------------------------------- |
| 中国/中國     | Zhōngguó     | Chung1-kuo²          | Chine                                               |
| 北京          | Běijīng      | Pei³-ching1          | Pékin, capitale de la république populaire de Chine |
| 台北/臺北     | Táiběi       | T'ai²-pei³           | Taipei, capitale de Taïwan                          |
| 毛泽东/毛澤東 | Máo Zédōng   | Mao² Tse²-tung1      | Ancien dirigeant communiste chinois                 |
| 蒋介石/蔣介石 | Jiǎng Jièshí | Chiang³ Chieh4-shih² | Ancien dirigeant nationaliste chinois               |
| 孔子          | Kǒng Zǐ      | K'ung³ Tsu³          | Confucius, philosophe antique                       |

Indépendamment du système de romanisation, les tons sont rarement indiqués, cela est dû notamment aux difficultés pour les encoder, ou au fait qu'elles ne s'adressent pas nécessairement à un public qui peut interpréter les transcriptions. L'utilisation importante, dans le système Wade-Giles, d'apostrophes régulièrement oubliées ajoute à la confusion. Les lecteurs occidentaux sont dès lors plus accoutumés à lire et prononcer Beijing que Běijīng, ou Taipei que T'ai²-pei³.

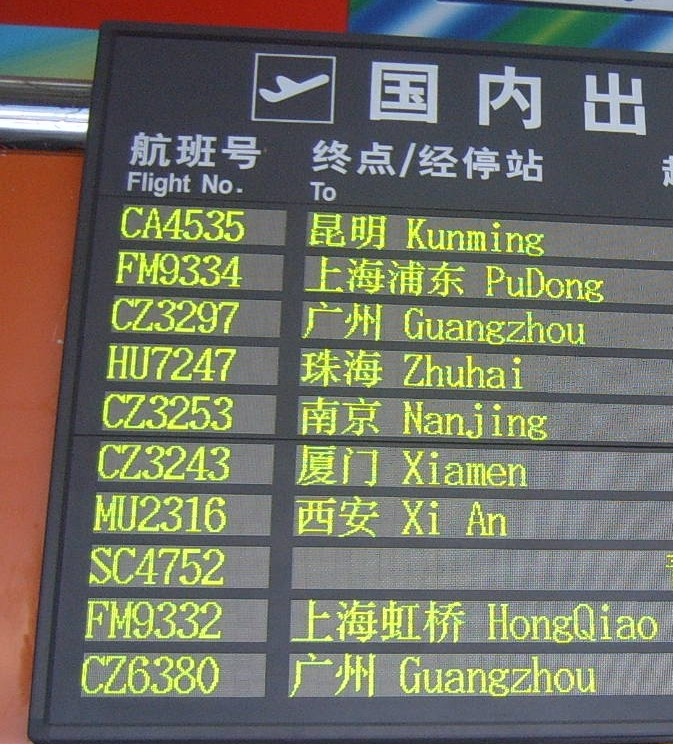
Panneau indicateur d'aéroport; caractères chinois et romanisation pinyin sans tonalité

Étrangement, les autorités de la république populaire de Chine ne promeuvent pas dans leurs transcriptions en affichage public une romanisation pinyin indiquant les tons, qu'elles promeuvent par ailleurs pour l'apprentissage de la langue.
Les mots doivent bien entendu être prononcés de la même façon indépendamment du type de romanisation. Apprendre un système de romanisation requiert l'acquisition de nouvelles habitudes par rapport à la langue maternelle de l'élève occidental. Par exemple, le Hanyu Pinyin utilise le « q » de façon très différente de la façon dont il serait prononcé en français ; il s'approche d'un « tch » francophone, mais aspiré (une alvéolo-palatale fricative aspirée, /tɕʰ/). C'est source de confusions mais c'est inévitable, car le mandarin (et d'ailleurs tout autre langage transcrit) aura des phonèmes différents de ceux du langage de celui qui apprend. D'un autre côté, cela peut être bénéfique, les élèves apprennent directement une nouvelle prononciation. Avec des langues qui utilisent une orthographe proche, la tentation de prononcer les mots selon la langue maternelle est forte, mais mène à d'autres problèmes.
Il existe de très nombreux autres systèmes de romanisation du mandarin, mais aussi pour le Cantonais, le Minnan, le Hakka et d'autres langues chinoises. Voir Romanisation des langues chinoises.

## Autres transcriptions
À diverses reprises à travers les siècles, les langues chinoises ont été transcrites de façon phonétique en d'autres systèmes d'écriture. Les textes en transcription Phagspa par exemple ont été très utiles pour retrouver la prononciation de formes anciennes des langues chinoises.
Le zhuyin (注音; également connu sous le nom de bopomofo) est toujours fort employé dans les écoles primaires de Taïwan. Une table de conversion entre le zhuyin et pinyin figure dans l'article Zhuyin. Les syllabes basées sur le pinyin et le zhuyin peuvent également être comparée en consultant les articles suivants : 
- en:Pinyin table
- en:Zhuyin table

Il existe également des systèmes de cyrillisation pour le chinois. Le plus connu est le système Palladius. Depuis que la langue doungane est considérée comme un dialecte du mandarin, l'alphabet doungane peut aussi être considéré comme une cyrillisation d'un dialecte de langue chinoise, bien que dans un contexte très spécifique.